# Valentina Cojocaru
Valentina Cojocaru (n. 20 februarie 1947, Ciuciulea, raionul Glodeni, Basarabia, Imperiul Rus) este o interpretă de muzică populară din Republica Moldova.
A absolvit Școala Pedagogică din Călărași (1960–1964), unde a studiat domra cu Nicolae Spivac. Studiază apoi la Institutul de Stat al Artelor „G. Musicescu” din Chișinău (actuala Academie de Muzică, Teatru și Arte Plastice) în anii 1975–1980 la profesorii Ion Popescu și Valentina Boldurat.
De-a lungul anilor, Valentina Cojocaru face parte din diferite colective artistice: Orchestra de amatori „Ciobănaș” din Călărași (1962–1965), colective artistice de estradă (1965–1967), formațiile de muzică populară „Mugurel” (1968–1974) și „Lăutarii” (1990–1992) ale Filarmonicii din Chișinău, Orchestra de muzică populară „Folclor” (1974–1990). Întreprinde turnee în Danemarca, Olanda, Austria, Cuba, Franța, Filipine, Grecia, Etiopia. În repertoriul său se regăsesc cântece de joc, de petrecere, doine, printre care și compoziții de Tudor Chiriac, C. Rusnac, Gheorghe Mustea, V. Doni, P. Neamțu, Gh. Banariuc, V. Crăciun. A avut înregistrări la casa de discuri „Melodia” din Moscova; în total a înregistrat peste 200 de cântece.
Cojocaru a devenit Artistă emerită a RSSM în 1978 și Artistă a poporului a RSSM în 1989. Cea din urmă distincție o primește ca rezultat al desemnării baladei „Miorița”, în interpretarea sa, drept cea mai reușită creație muzicală a anului 1988 de către UNESCO. I se conferă medalia „Meritul civic” în 1993, ordinul „Gloria Muncii” în 2005 și Ordinul Republicii în 2010.